# Metauten
Metauten ist ein nordspanisches Dorf und eine Gemeinde (municipio) mit 262 Einwohnern (Stand: 2024) im Westen der Autonomen Gemeinschaft Navarra. Die Gemeinde besteht neben dem Hauptort Metauten aus den Ortschaften Arteaga, Ganuza, Ollobarren, Ollogoyen und Zufía.

## Lage und Klima
Metauten liegt gut 40 km (Fahrtstrecke) westsüdwestlich von Pamplona bzw. ca. 37 km nordöstlich von Logroño in einer Höhe von ca. 535 m. Das Klima ist gemäßigt bis warm; Regen (830 mm/Jahr) fällt überwiegend im Winterhalbjahr.

## Bevölkerungsentwicklung
| Jahr      | 1970 | 1981 | 1991 | 2001 | 2011 | 2021 |
| Einwohner | 471  | 392  | 323  | 295  | 284  | 289  |

## Sehenswürdigkeiten
- Romanuskirche in Metauten
- Michaeliskirche in Zúfia
- Vinzenzkirche in Ollogoyen
- Eulalienkirche in Ganuza
- Nikolauskirche in Vaneaga

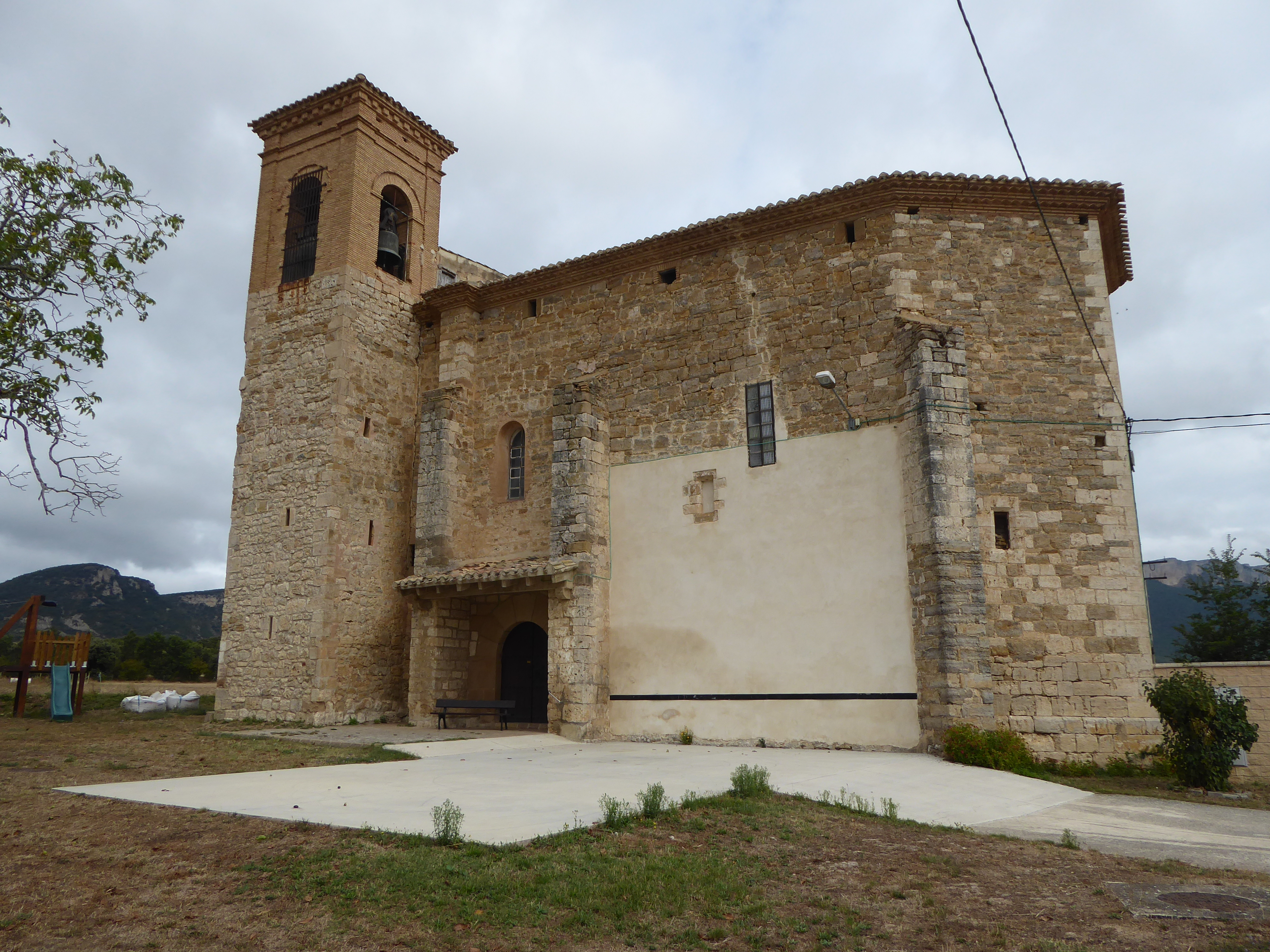
Romanuskirche
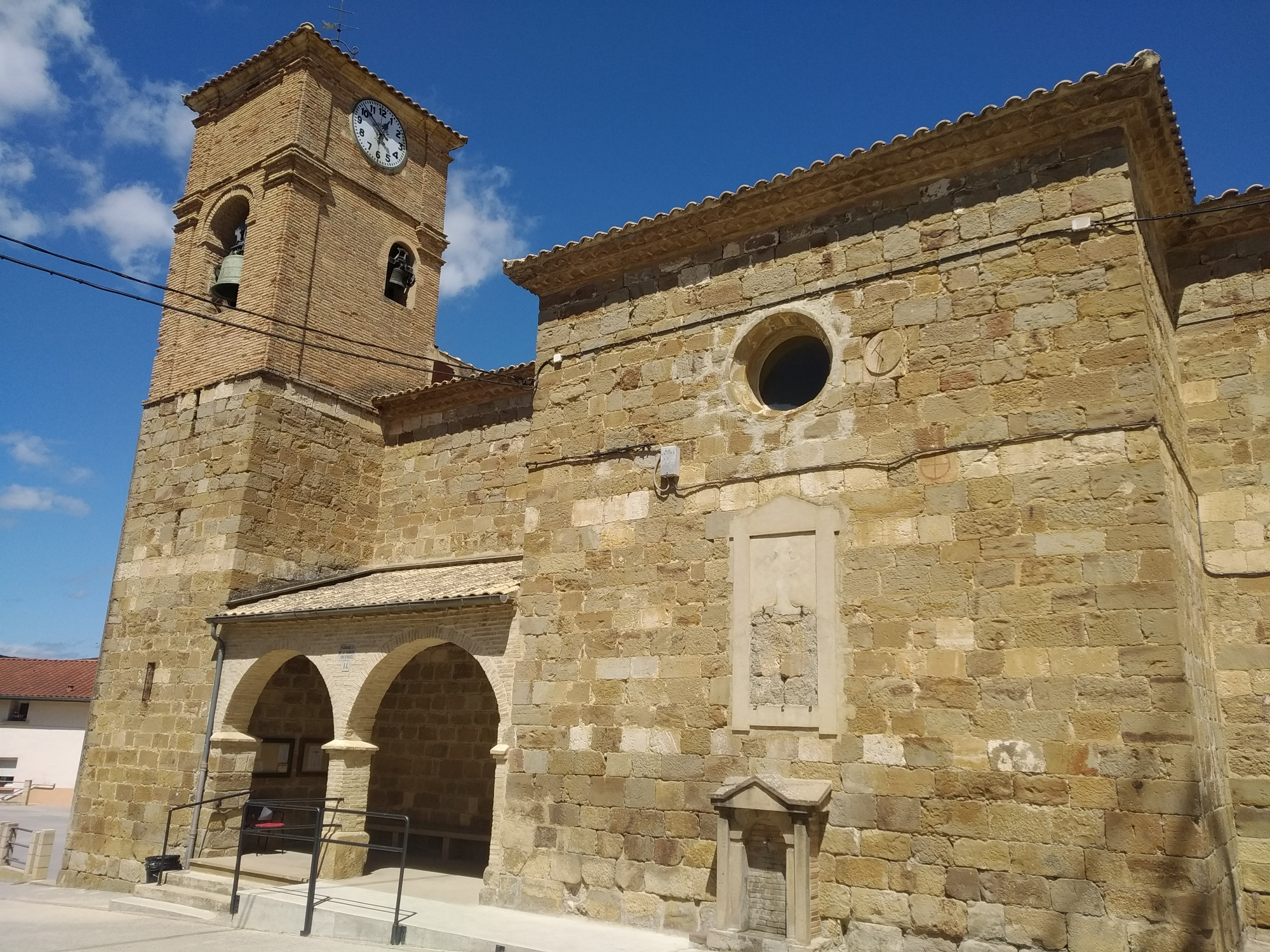
Michaeliskirche
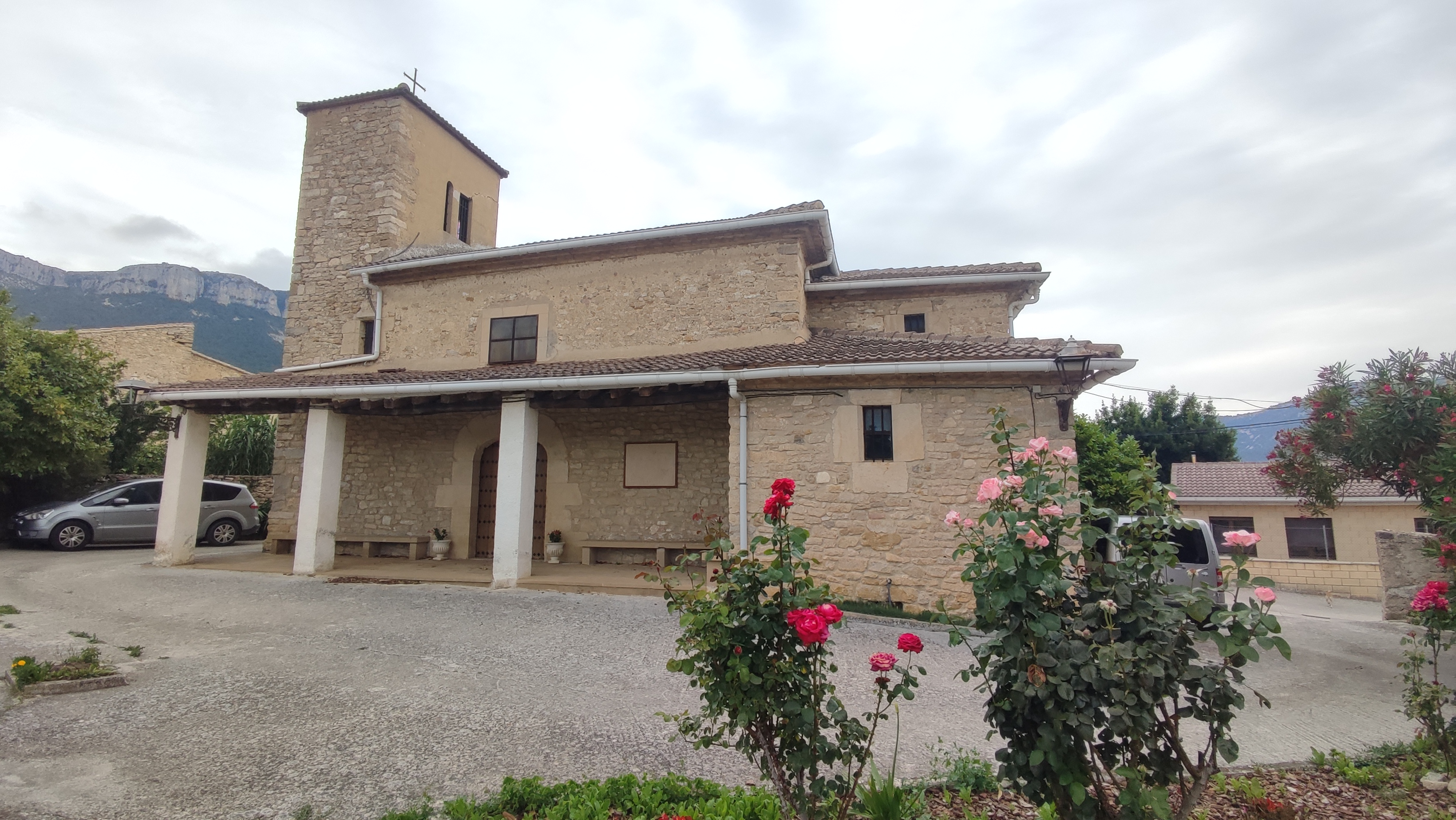
Vinzenzkirche
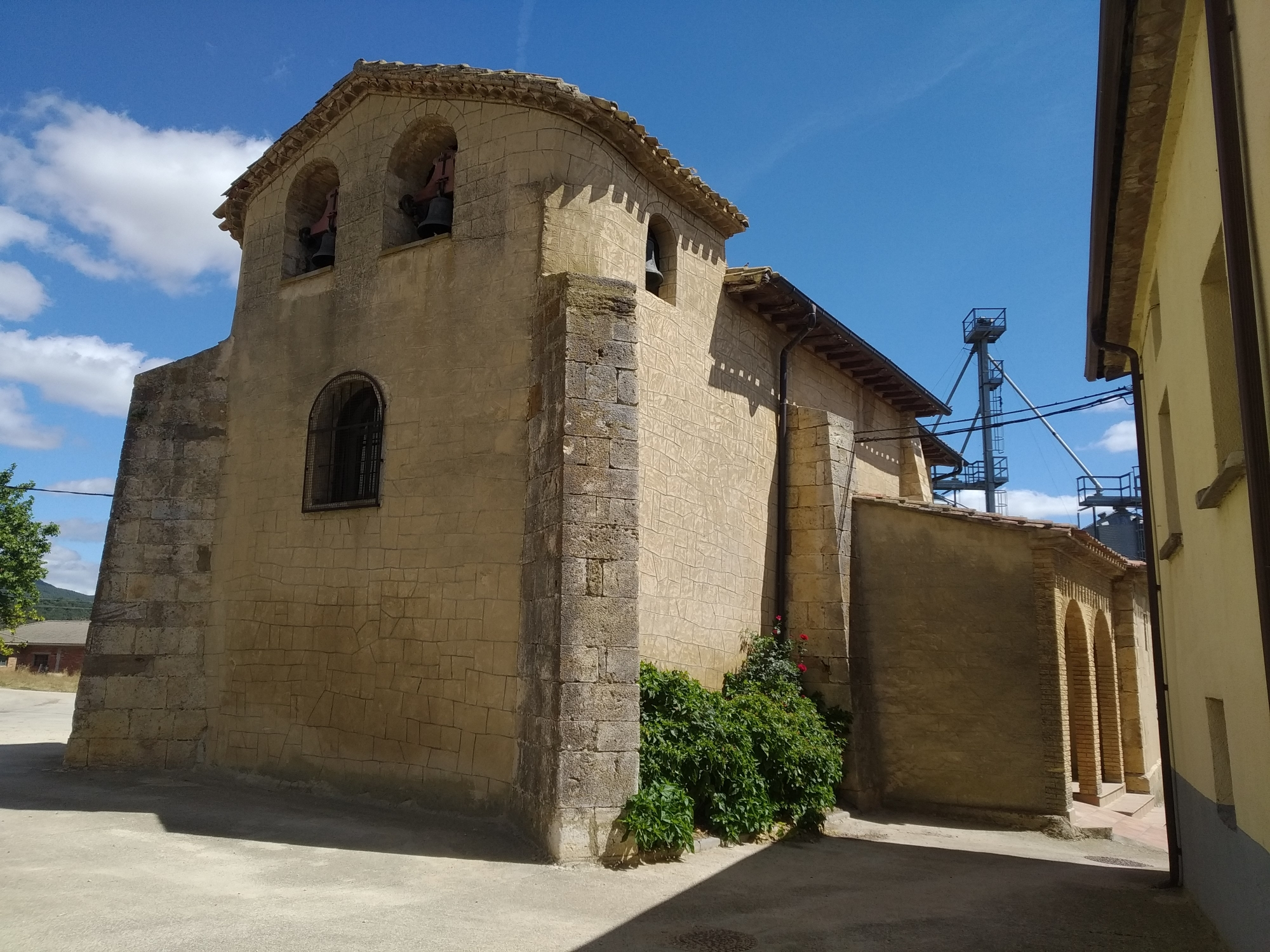
Nikolauskirche
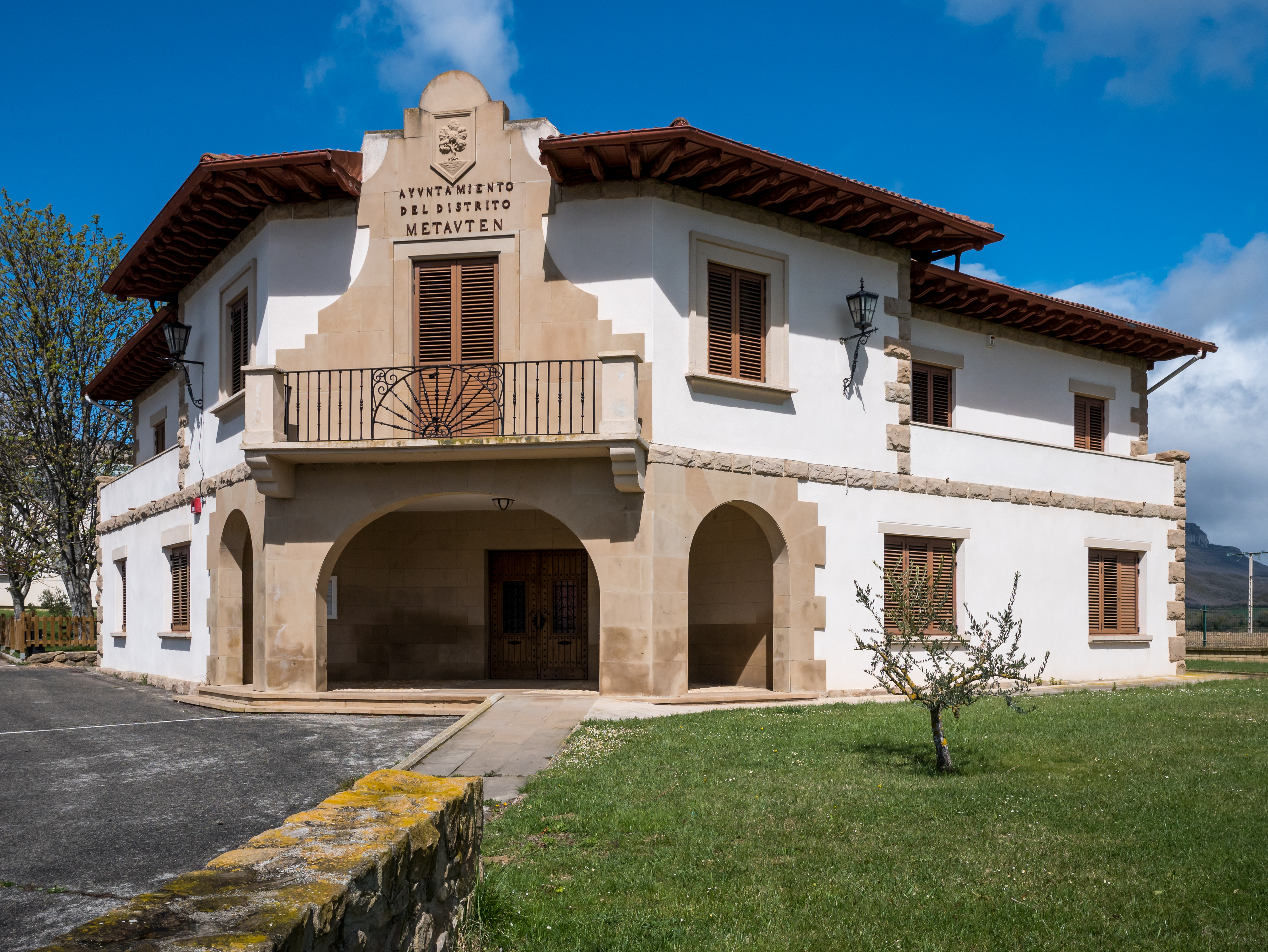
Rathaus